# Tübach
Tübach – miejscowość i gmina we wschodniej Szwajcarii, w kantonie St. Gallen, w okręgu Rorschach.  

## Demografia
W Tübach mieszka 1 585 osób. W 2021 roku 13,2% populacji gminy stanowiły osoby urodzone poza Szwajcarią. 

## Współpraca
Miejscowość partnerska:
- Oberteuringen, Niemcy

## Transport
Przez teren gminy przebiegają drogi główne nr 7 i nr 452.